# Ontherus podiceps
Ontherus podiceps là một loài bọ cánh cứng trong họ Bọ hung (Scarabaeidae).